# Livre des esperitz
Ne doit pas être confondu avec Le Livre des Esprits.
 (mai 2016).
Le Livre des esperitz est le plus ancien traité de démonologie conservé en français. Il date du XVIe siècle,.
Il présente la science occulte de l'invocation d'entités démoniaques connue sous le nom de goétie et une liste de 46 démons qui inspirera la rédaction des grimoires de la Renaissance nommés Lemegeton et Pseudomonarchia Daemonum. Ces derniers donneront la plupart du temps des noms et caractéristiques similaires aux démons.
L'ouvrage commence par un paragraphe introductif expliquant que le Livre des esperitz a été révélé à Salomon afin que la « malice » des démons « ne regnast plus sur la terre crestienne ». Dans le deuxième paragraphe, le document dresse leur nomenclature puis donne une description relativement détaillée des trois démons supérieurs que sont Lucifer, Belzebuth et Satan. Sont ensuite décrit les quatre rois qui gouvernent les points cardinaux du ciel, Orient (Oriens), Poymon (Paymon), Amoymon (Amaymon) et Equi ou Egyn, qui n'est cependant pas présent dans la suite du livre. Alors qu'il aurait logiquement du y avoir 47 paragraphes, un pour chacun des démons, il n'y en aura que 46. Viennent ensuite les descriptions des autres démons, présentés sans qu'un ordre hiérarchique soit suivi d'une manière quelconque. Il y a sept rois, huit princes, douze ducs, dix marquis, deux comtes et un « grant seigneur ».
Le Livre des esperitz est suivi d'un Livre des conjuracions. Écrit sur le même cahier de parchemin et de la main du même auteur, il lui sert de mode d'emploi rituel « par lequel l'on peult contraindre les esperitz a faire obeÿr a humaine creature ». Ce Livre des conjuracions est une adaptation d'un ouvrage nommé Liber consecrationum qui semble avoir été assez répandu au XVe siècle.